# Executive Summary
Die Executive Summary ist der Anglizismus für ein Schriftstück, das die komprimierte Zusammenfassung von umfangreichen Texten und komplexen Sachverhalten enthält. 

## Allgemeines
Der Anglizismus steht für eine Zusammenfassung (englisch summary), die an Führungskräfte (englisch executives) in Unternehmen oder öffentlicher Verwaltung gerichtet ist. Er fasst die Kernaussagen umfangreicher Schriftstücke in verdichteter Form zusammen und dient der Information von Entscheidungsträgern und anderen Stakeholdern.
Die Executive Summary kann dem umfangreichen Schriftstück vorangestellt werden oder als eigenständiger Text gesehen, verteilt oder publiziert werden.
Umfangreiche Schriftstücke wie Aktenvermerke, Analysen, Berichte, Business-Cases, Entscheidungsvorlagen, Due-Diligence-Prüfungen, Finanzanalysen, Geschäftsmodelle, Gutachten, Machbarkeitsstudien, Unternehmensplanungen, Wirtschaftsprüfungsberichte oder  wissenschaftliche Publikationen werden für das Management auf einer bis zwei Seiten zusammengefasst, damit den Entscheidungsträgern lediglich die entscheidungsrelevanten Informationen zur Verfügung stehen. Von den ausführlichen Daten (unter anderem technische Daten, betriebswirtschaftliche oder volkswirtschaftliche Kennzahlen, Zeitreihen) werden lediglich die wichtigsten erwähnt.

## Geschäftsplan
Manche Autoren sehen die Executive Summary ausschließlich im Zusammenhang mit dem Geschäftsplan. Für sie ist die Executive Summary „die Zusammenfassung des Businessplans, die ein Kurzprofil des Start-ups sowie dessen wesentliche Unternehmensziele wiedergibt“. Der Geschäftsplan wird allgemein häufig mit einer Executive Summary in Verbindung gebracht. Sie fasst seine Kernaussagen zusammen und kann ausschlaggebend sein, ob der Investor beim Unternehmenskauf überhaupt den restlichen Geschäftsplan noch einer detaillierten Prüfung unterzieht. Die Executive Summary dient dazu, Management und Investor kurz zu informieren oder aber zunächst für das Projekt zu interessieren.

## Aufbau
Unabhängig vom Verwendungszweck der jeweiligen Executive Summary sollte diese die folgenden fünf Aspekte beinhalten:
- Problembeschreibung: Begründung, weshalb das jeweils vorgestellte Konzept entwickelt wurde;
- Lösungsansatz: grobe Beschreibung, wie das zuvor definierte Problem gelöst werden kann;
- Marktanalyse: Beurteilung des Umfelds, u. a. hinsichtlich seiner Skalierbarkeit;
- Finanzplan: Vorstellung, wie die Geschäftsidee finanziell umgesetzt werden kann;
- Fazit: Zusammenfassung der wichtigsten Inhalte.

Ein Executive Summary kann auch lediglich das Fazit enthalten.

## Beispiele
- The Emissions Gap Report 2015 des Umweltprogramms der Vereinten Nationen hat einen Umfang von 98 Seiten,[6] das zugehörige Executive Summary 8 Seiten.[7]
- World Employment and Social Outlook: Trends 2015 der Internationalen Arbeitsorganisation hat einen Umfang von 93 Seiten,[8] das zugehörige Executive Summary 4 Seiten.[9]

## Sonstiges
Die Executive Summary erfüllt in schriftlicher Form die gleiche Funktion wie der sog. (mündliche) Elevator Pitch.